# Ђардино-Бото (Бјела)
Ђардино-Бото је насеље у Италији у округу Бијела, региону Пијемонт.
Према процени из 2011. у насељу је живело 601 становника. Насеље се налази на надморској висини од 626 м.